# Саксон-Сион
Саксо́н-Сио́н (фр. Saxon-Sion) — коммуна во французском департаменте Мёрт и Мозель, региона Лотарингия. Относится к  кантону Везелиз.

## География

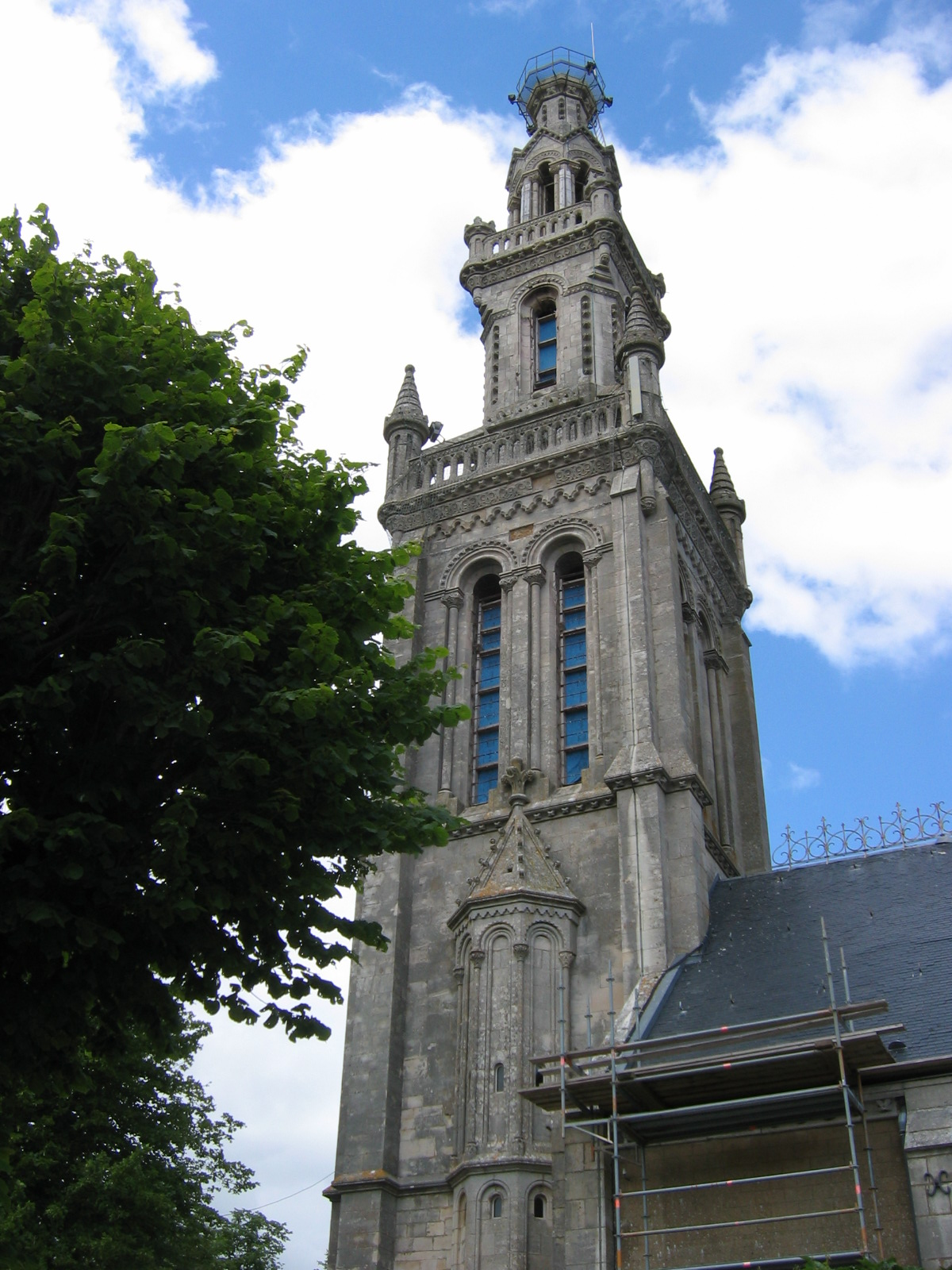
Базилика Нотр-Дам-де-Сион на холме Сион-Водемон.

Саксон-Сион расположен в 31 км к югу от Нанси на холме Сион, территория которого отнесена к коммуне. Соседние коммуны: Шауйе на севере, Пре на северо-востоке, Водемон на юго-западе.

## Демография
Население коммуны на 2010 год составляло 70 человек.
| 1962 | 1968 | 1975 | 1982 | 1990 | 1999 | 2010 |
| ---- | ---- | ---- | ---- | ---- | ---- | ---- |
| 114  | 88   | 96   | 84   | 80   | 80   | 70   |